# خورشیدگرفتگی ۳۰ ژوئن ۱۹۳۵
خورشیدگرفتگی ۳۰ ژوئن ۱۹۳۵ (به انگلیسی: Solar eclipse of June 30, 1935) یک خورشیدگرفتگی از نوع خورشیدگرفتگی جزئی است. این خورشیدگرفتگی در تاریخ ۳۰ ژوئن ۱۹۳۵ میلادی (‎۸ تیر ۱۳۱۴ خورشیدی) روی داد که زمان اوج آن، ساعت ۱۹:۵۹:۴۶ به‌وقت ساعت هماهنگ جهانی بوده‌است.